# Pinakes
"Pinakes" puede también ser el plural de pinax, tablilla votiva que se depositaba en un santuario o una cámara mortuoria.

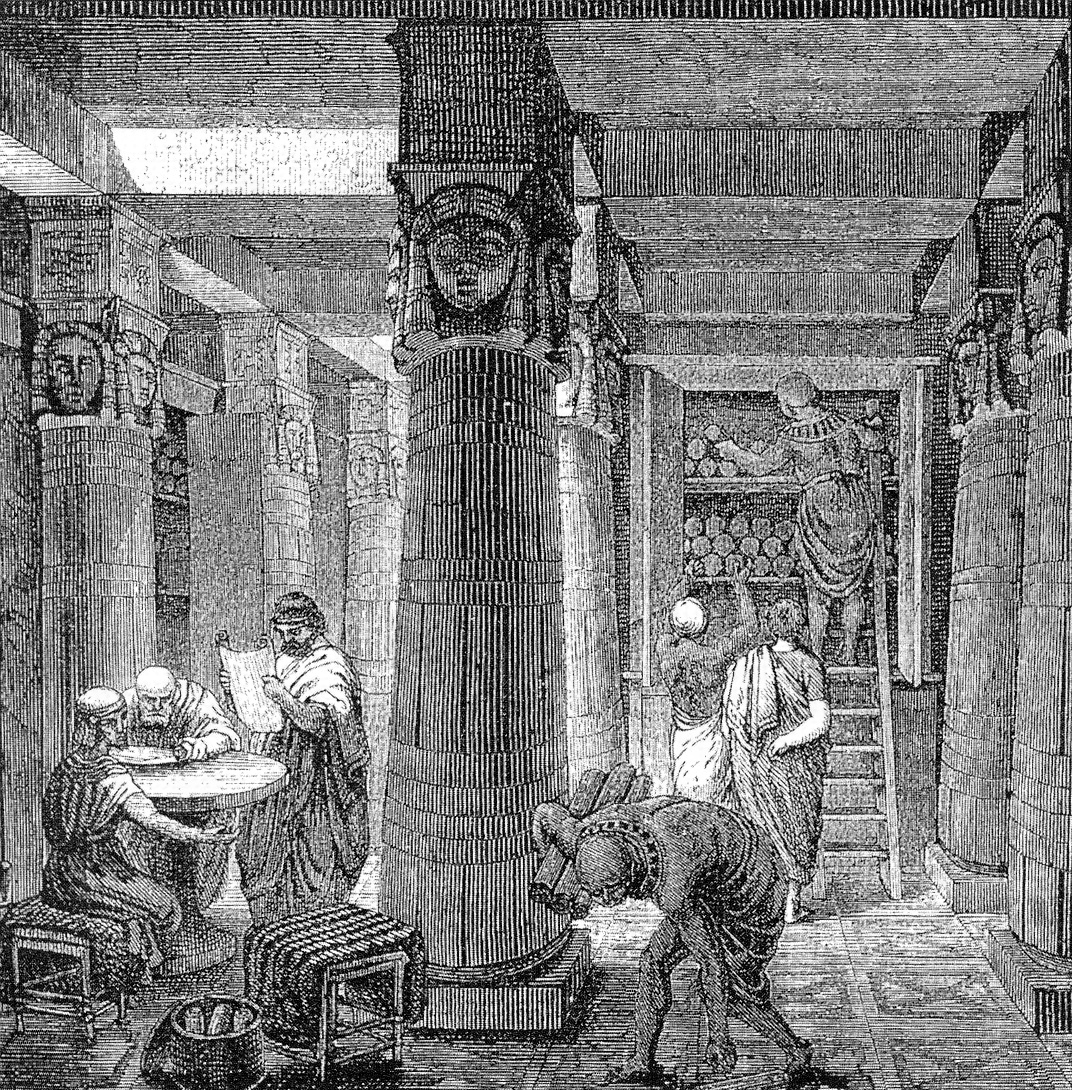
Biblioteca de Alejandría

Pinakes (en griego antiguo Πίνακες 'tablas') es el nombre con el que se conoce uno de los primeros catálogos de libros, elaborado por Calímaco de Cirene. El nombre original del catálogo era "Tablas de personas eminentes en cada una de las ramas del aprendizaje, junto con una lista de sus escritos", y se cree que tenía más de 120 libros (volúmenes), una cantidad superior a la Ilíada, atribuida al poeta Homero. El catálogo era un conjunto de índices utilizados en la Biblioteca de Alejandría en Egipto, empezada en el tercer siglo a. C. Según algunos autores, como Lionel Casson, no sobrevivió ninguna parte del catálogo, y sólo es conocido a través de citas que dan una aproximación a la organización del conjunto de las tablas. Sin embargo, otros autores como Svend Dahl afirman que sobrevivieron escasos fragmentos que, al igual que las citas de Casson, dan una idea aproximada de lo que contenía el catálogo.

## Historia
La Biblioteca de Alejandría fue fundada por Ptolomeo I Soter alrededor del 306 a. C. El primer bibliotecario que se recuerda fue Zenódoto de Éfeso. Su sucesor en 245 a. C. fue el poeta griego Calímaco de Cirene, considerado como el primer bibliógrafo.
Apolonio de Rodas fue el sucesor de Calímaco de Cirene. Eratóstenes de Cirene sucedió a Apolonio en el 235 a. C. y compiló sus tetagmenos epi teis megaleis bibliothekeis, el "esquema para las grandes estanterías". En 195 a. C., Aristófanes de Bizancio fue el bibliotecario que actualizó los Pinakes aún más.
El principal aporte de los Pinakes y de Calímaco de Cirene es la inclusión del criterio alfabético en la elaboración de los índices o listados de libros. Si bien se sabe que los sumerios habían elaborado listados bibliográficos, al igual que los egipcios, según algunos restos arqueológicos encontrados, hasta la elaboración de las Pinakes de Calímaco no se había utilizado ninguna clase de criterio de ordenación de los listados. Eran más bien azarosos o referidos a la ubicación de los libros en las estanterías.

## Descripción
La colección bibliográfica en la biblioteca de Alejandría contenía más de 120.000 rollos, que estaban agrupados por temáticas y eran guardados en cestos. Cada cesto llevaba una etiqueta con tabletas pintadas que colgaban por debajo de los pergaminos. Las Pinakes fueron nombradas a partir de estas tabletas, y son un conjunto de libros o rollos de un listado de índices. Los cestos otorgaban información bibliográfica sobre cada rollo. Una entrada típica comenzaba con un título. También proveía del nombre del autor, su lugar de nacimiento, el nombre de su padre, los profesores con los que se educó y sus antecedentes educativos. Contenían una pequeña biografía del autor y un listado de las publicaciones del autor. La entrada tenía la primera línea del trabajo, un sumario de sus contenidos, el nombre del autor e información sobre la procedencia del rollo.
El sistema de Calímaco dividía las obras en seis géneros y en cinco tipos de prosa. Estas eran: retórica, legal, épica, tragedia, comedia, poesía lírica, historia, medicina, matemáticas, ciencia natural y misceláneo. Cada categoría estaba ordenada de modo alfabético por autor.
Los Pinakes demostraron ser indispensables para los bibliotecarios durante siglos. Se convirtieron en un modelo para ser usado en todo el Mediterráneo. Su influencia puede ser rastreada hasta los tiempos medievales, incluso los bibliotecarios arábigos del siglo X, como Ibn al-Nadim realizó su Al-Fihrist ("Índice"). Variaciones del sistema de Calímaco fueron utilizadas hasta épocas tardías del siglo XIX cuando Melvil Dewey desarrolló el Sistema Dewey de clasificación en 1876, que todavía hoy se usa.